# Emoia obscura
Emoia obscura este o specie de șopârle din genul Emoia, familia Scincidae, descrisă de De Jong în anul 1927. Conform Catalogue of Life specia Emoia obscura nu are subspecii cunoscute.